# Burmophora ksenia
Burmophora ksenia är en tvåvingeart som beskrevs av Michailovskaya 1999. Burmophora ksenia ingår i släktet Burmophora och familjen puckelflugor. Inga underarter finns listade i Catalogue of Life.